# 罗盘中心

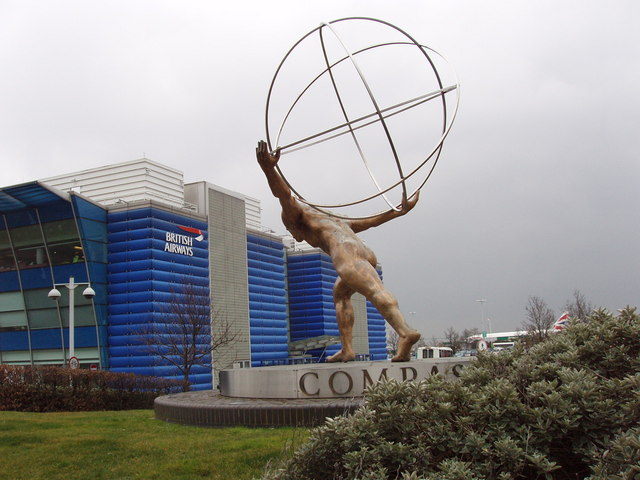
罗盘中心，图片拍摄时该建筑物为英国航空所使用。

罗盘中心（英語：Compass Centre）是位于伦敦希灵登区希思罗机场的办公楼。目前为希思罗机场控股公司总部。罗盘中心曾经为英国航空飞行机组中心所在。

## 历史
罗盘中心最初被设想为林顿公司（当时希思罗机场有限公司的房地产开发部门）的投机办公室。而当时英国航空等公司亦有入驻意向。后英航决定将其分散的业务整合到罗盘中心。1992年8月开始为期15个月的施工，并于次年投用。
因希思罗机场五号航站楼于2008年3月27日投运，英国航空的工作人员（包括机组值机人员）撤出罗盘中心，转入五号航站楼。在希思罗机场有限公司（原英国机场管理局）入驻后，于2009年9月完成罗盘中心的翻新工程。

## 位置和设计
罗盘中心由尼古拉斯·格雷姆肖合伙公司设计，他们设计了建筑的核心结构、外墙和外立面。罗盘中心位于希思罗机场北跑道旁，但略有倾斜，跑道和罗盘中心之间有北环路、五号航站楼常驻车辆停车场和罗盘中心停车场相隔。 1995 年，《建筑评论》的彭妮·麦奎尔对该建筑做出如下评价：
|  | 它闪亮的玻璃和明亮的蓝色外墙提醒你，尤其是在晚上看到发光时，世界上最大和最繁忙的机场之一却被一系列非常严峻的建筑物所拖累。 .体面的人在这里很少见。 |

这座建筑足以容下八百余名英国航空员工。由于英国航空需要一个临近机场的设施来营运，因此决定使用罗盘中心。
指南针中心由三座线性排列的建筑物组成。每个建筑物都为独立结构并由一个玻璃中庭连接。该设计源于客户对可以在租户之间轻松划分的建筑物的要求。该建筑拥有一定的灵活性，这有便于建筑的清场和入场。建筑使用钢筋混凝土构造结构框架以兼顾经济性、耐火性和效率。框架有一个倾斜的屋顶板和圆柱。玻璃覆盖了外立面的大部分区域，因为玻璃几乎不会影响雷达运行，并且用麦奎尔的话来说，它运用的“高效的声学技能”。设计有效控制了建筑物的热量增益和太阳眩光，并有效隔离噪音。
英国办公室协会授予该建筑“最佳交付工作场所”称号。